# Mike Dirnt

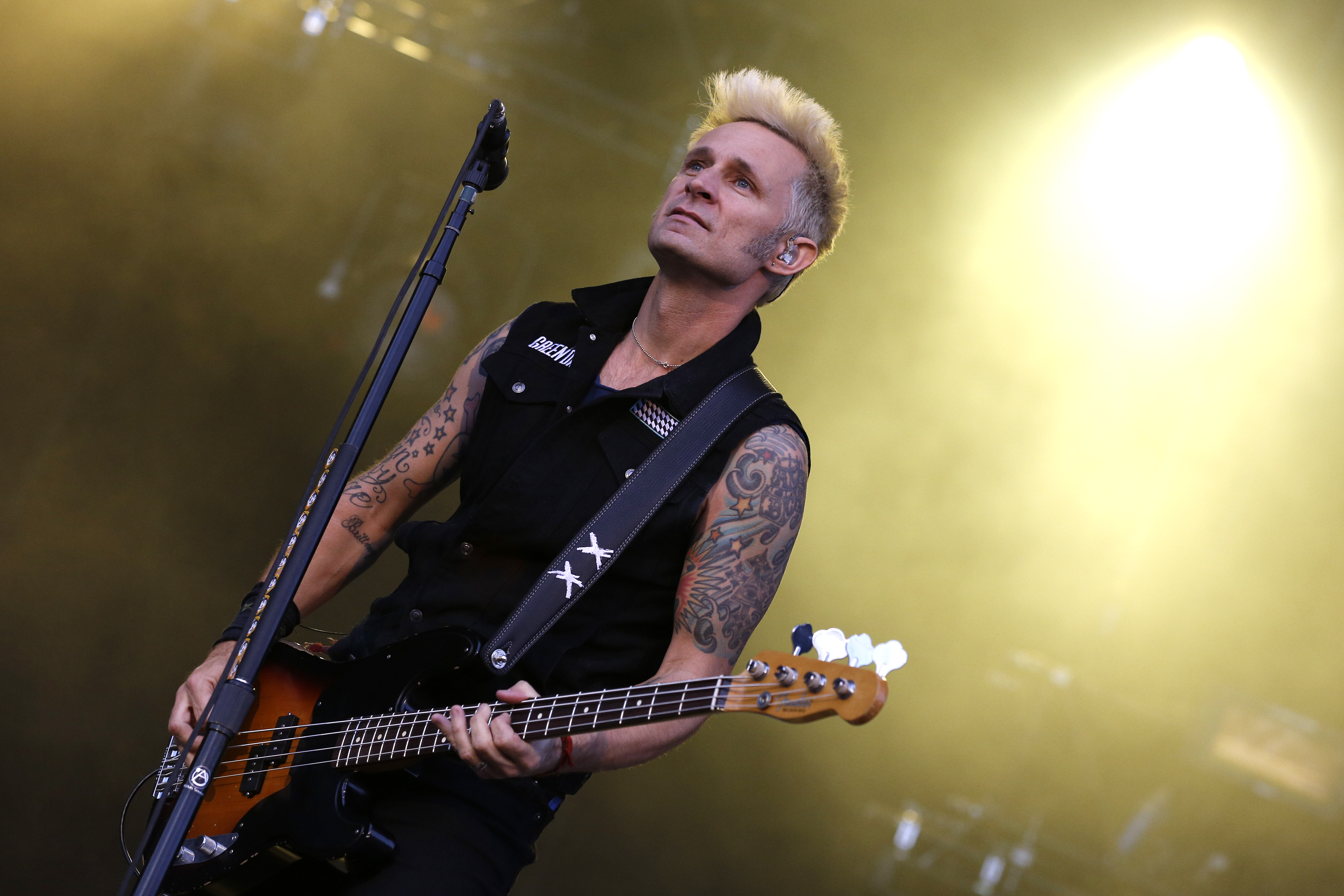
Mike Dirnt (2013)

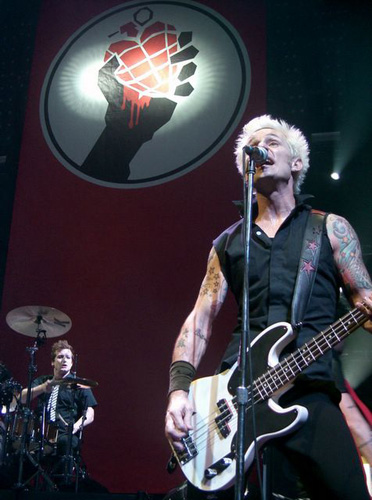
Dirnt, 2006

Mike Dirnt [maɪk dəɹnt] (als Michael Ryan Pritchard * 4. Mai 1972 in Berkeley, Kalifornien) ist der Bassist der US-amerikanischen Punk-Rock-Band Green Day.

## Biografie
Mike Dirnt kam nach seiner Geburt zu einer Adoptivfamilie, da ihn seine heroinabhängige Mutter weggab. Er besuchte dieselbe Schule wie der spätere Frontmann von Green Day, Billie Joe Armstrong. Nachdem seine Adoptiveltern sich scheiden ließen, wohnte er im Alter von 15 Jahren eine Zeit lang bei Armstrong, da dieser seinen besten Freund nicht zurücklassen wollte. Er arbeitete danach als Koch bei "Rudy’s can’t fail cafe", einem Diner in Emeryville. Dirnt und Armstrong gründeten zusammen mit Al Sobrante (John Kiffmeyer) 1987 die Band Sweet Children, die sie 1989 in Green Day umbenannten.
Nachdem Dirnt Green Day beitrat, spielte er auch noch in den Bands The Frustrators, Screeching Weasel, Crummy Musicians und Squirtgun. Selten trat er auch mit den Frustrators in Clubs und Bars an der East Bay in Kalifornien auf.

## Privatleben
Dirnt heiratete 1996 seine langjährige Freundin Anastasia, mit der er eine Tochter (* April 1997) hat. 2004 trennten sich beide wieder. Noch im selben Jahr heiratete er seine Freundin Sarah, von der er sich kurz darauf wieder trennte. Im Sommer 2008 erlangte er das Sorgerecht für seine Tochter. Dirnt hat dazu noch einen Sohn von Brittney Cade, welcher am 11. Oktober desselben Jahres geboren wurde. Am 14. März 2009 heiratete Mike Dirnt Cade in einer privaten Zeremonie in Ojai, Kalifornien. Am 29. November 2010 wurde seine zweite Tochter geboren. Mike Dirnt ist Teileigentümer des Diners „Rudy's Can't Fail Cafe“, in welchem er als Koch arbeitete.
Nach der Veröffentlichung des Albums Warning (Oktober 2000) musste er sich wegen eines Karpaltunnelsyndroms einer Operation unterziehen.

## Instrumente
Früher spielte Mike Dirnt hauptsächlich einen Gibson-G3-Bass. Jedoch ist er auf einen Fender Precision Bass umgestiegen. Neuestens besitzt er einen eigenen Fender-Signature-Bass, eine Mischung aus Vintage- und modernem Precisionbass, der ähnlich wie das Sting-Signaturmodell frei gekauft werden kann. Er benutzt als Verstärker Mesa Boogie MB2000.
Auf dem Album 1039/Smoothed Out Slappy Hours verwendete Mike Dirnt einen Peavey-Patriot-Bass. Bei den Aufnahmen zu Kerplunk stieg er auf einen Gibson-G3-Bass um, welchen er auch auf Dookie benutzte und der ebenfalls bei Insomniac von ihm eingesetzt wurde. 
Auf Nimrod hingegen bediente sich Mike Dirnt zweier Fender-Precision-Bässe von 1963 und 1969, die auch auf Warning zu hören sind. Auf American Idiot gebrauchte er seinen Squier Mike Dirnt Signature Precision Bass und auf 21 Century Breakdown verwendete er schließlich seinen neuen Fender-Signature-Precision-Bass.
Neben dem Bass kann Mike Dirnt auch andere Instrumente spielen. Dazu gehören Farfisa, Gitarre, und Schlagzeug.

## Songwriting
Obwohl der Songwriter von Green Day hauptsächlich Armstrong ist, hat auch Dirnt einige der Lieder von Green Day geschrieben: So schrieb Dirnt die Lieder Emenius Sleepus für das dritte Studioalbum Dookie und J.A.R., welcher auch als Soundtrack für den Film Angus – voll cool (1995) dient. Des Weiteren schrieb er die Lieder Scumbag und Ha Ha, You’re dead für die Kompilation Shenanigans. Für den Song Homecoming auf dem Album American Idiot schrieb Dirnt den Subtrack Nobody Likes You, den er auch selber singt. Auch übernimmt Dirnt den Leadgesang im Song Governator – der auf der Single American Idiot zu finden ist – sowie im zweiten Teil des Songs American Eulogy auf dem Album 21st Century Breakdown. Zusammen mit Billie Joe Armstrong schrieb er außerdem die Songs Sweet Children und Panic Song.

## Trivia
- Pritchard brachte seinen Basskoffer mit in die Schule und zupfte mittags und in den Pausen an den dicken Saiten, weshalb er den Spitznamen „Dirnt“ bekam, der eine Lautmalerei der Saitengeräusche ist, die er damals mit seinem Bass machte.

- Angeblich hätte Dirnt seine schulische Ausbildung beinahe nicht abschließen können, da seine Mutter sich weigerte ein Anwesenheits-Formular für ihn auszufüllen. Jedoch schaffte er seinen Highschool-Abschluss noch während seiner Zeit bei Sweet Children.